# سید ابوالحسن مهدوی
سید ابوالحسن مهدوی (زاده ۱۳۴۱) روحانی و استاد اخلاق، امام جمعه موقت اصفهان و نماینده استان اصفهان در دوره های سوم، چهارم، پنجم و دوره ششم مجلس خبرگان رهبری است. پدر او سید بهاء الدین از فقهای اصفهان بود. او از ابتدای جوانی برای فراگیری علوم دینی درحوزه علمیه اصفهان مشغول به تحصیل شد و پس از طی مراحل مقدماتی در درس استادانش مانند صادقی ، صافی و مظاهری (در درس خارج فقه و اصول) شرکت کرد.
مهدوی در دوره سوم ( میان دوره ای سال ۱۳۸۰ ) و چهارم و پنجم و ششم  مجلس خبرگان حضور یافت. سخنرانی‌های وی در قالب نوار کاست و لوح فشرده عرضه شده‌است.
او مخالف دوچرخه سواری و ورزش زنان در برابر نامحرم است. وی معتقد است باید برای بانوان اماکن مناسب جهت ورزش و دوچرخه‌سواری فراهم کرد.

## آثار
همچنین از جمله آثار و تألیفات او می‌توان به موارد زیر اشاره کرد:
- تقریرات فقه و اصول آیت‌الله صادقی به زبان عربی
- تقریرات فقه و اصول آیت‌الله صافی به زبان عربی
- تقریرات فقه و اصول آیت‌الله العظمی مظاهری به زبان عربی
- هدف خلقت[۳]
- ایمان
- صبر
- سخاوت
- ایثار
- شکر
- فصل وصل
- تواضع
- زهد
- وارسته پیوسته
- اسوه بندگی
- زیباتر از گل
- بیست دلیل عقلی و روانشناسی برای حجاب[۴] که با ادبیاتی روان در کتابی با عنوان ترگل به چاپ رسیده‌است[۵]